# Glen Powell
Pour les articles homonymes, voir Powell.
Glen Powell est un acteur et producteur de cinéma américain, né le 21 octobre 1988 à Austin (Texas).

## Biographie
Glen Powell est né le 21 octobre 1988 à Austin (Texas). Il a des origines polonaises du côté de son père, Glen Powell Sr., et islandaises du côté de sa mère, Cyndy Powell. Il a deux sœurs : Leslie et Lauren Powell.
Il est surtout connu pour avoir tenu le rôle de Chad Radwell dans la série américaine Scream Queens.

## Vie privée
De décembre 2016 à novembre 2017, il a été en couple avec l'actrice bulgaro-canadienne Nina Dobrev[réf. nécessaire].
En janvier 2020, il commence à fréquenter la mannequin franco-américaine Jehane-Marie Paris, dite Gigi Paris. En avril 2023, leur relation prend fin à la suite de rumeurs de tromperie impliquant Glen Powell et Sydney Sweeney, sa partenaire dans leur prochain film intitulé Anyone but You.

## Filmographie

### Cinéma
- 2003 : Spy Kids 3 : Mission 3D (Spy Kids 3-D : Game Over) de Robert Rodriguez : le garçon aux longs doigts
- 2005 : The Wendell Baker Story d'Andrew et Luke Wilson : Travis
- 2006 : The Hottest State de Ethan Hawke : John Jaegerman
- 2006 : Jumping Off Bridges de Kat Candler : Eric Turner
- 2007 : The Great Debaters de Denzel Washington : un débatteur d'Harvard
- 2012 : The Dark Knight Rises de Christopher Nolan : un trader
- 2013 : Red Wing de Will Wallace : Francis
- 2014 : Expendables 3 (The Expendables 3) de Patrick Hughes : Thorn
- 2014 : Sex Ed d'Isaac Feder : JT
- 2016 : Mise à l'épreuve 2 (Ride Along 2) de Tim Story : Troy
- 2016 : Everybody Wants Some!! de Richard Linklater : Finnegan
- 2016 : Manipulations (Misconduct) de Shintaro Shimosawa : Doug Fields
- 2017 : Les Figures de l'ombre (Hidden Figures) de Theodore Melfi : John Glenn
- 2017 : Sand Castle de Fernando Coimbra : Sergent Falvy
- 2018 : Le Cercle littéraire de Guernesey (The Guernsey Literary and Potato Peel Pie Society) de Mike Newell : Mark Reynolds
- 2018 : Petits coups montés (Set It Up) de Claire Scanlon : Charlie Young
- 2022 : Apollo 10½ de Richard Linklater : Bostick
- 2022 : Top Gun: Maverick de Joseph Kosinski : Lieutenant de vaisseau Jake « Hangman » Seresin
- 2022 : Devotion de J. D. Dillard : Thomas J. Hudner, Jr.
- 2023 : Tout sauf toi (Anyone but You) de Will Gluck : Ben
- 2024 : Hit Man de Richard Linklater : Gary Johnson (également scénariste et producteur)
- 2024 : Twisters de Lee Isaac Chung : Tyler Owens
- 2025 : Huntington de John Patton Ford
- 2025 : The Running Man d'Edgar Wright

### Télévision

#### Séries télévisées
- 2005 : Into the West : Jackson Wheeler
- 2008 : FBI : Portés disparus (Without a Trace) : Brett Farnsworth
- 2009 : Les Experts : Miami (CSI : Miami) : Logan Crawford
- 2011 : Rizzoli et Isles : Autopsie d'un meurtre (Rizzoli and Isles) : Graham Randall
- 2012 : The Lying Game : Gavin Turner
- 2012 : NCIS : Enquêtes spéciales (NCIS) : Sergent-Marine Evan Westcott
- 2015 - 2016 : Scream Queens : Chad Radwell

## Distinctions

### Nomination
- Golden Globes 2025 : Meilleur acteur dans un film musical ou une comédie pour Hit Man